# 洛斯伊達爾戈斯

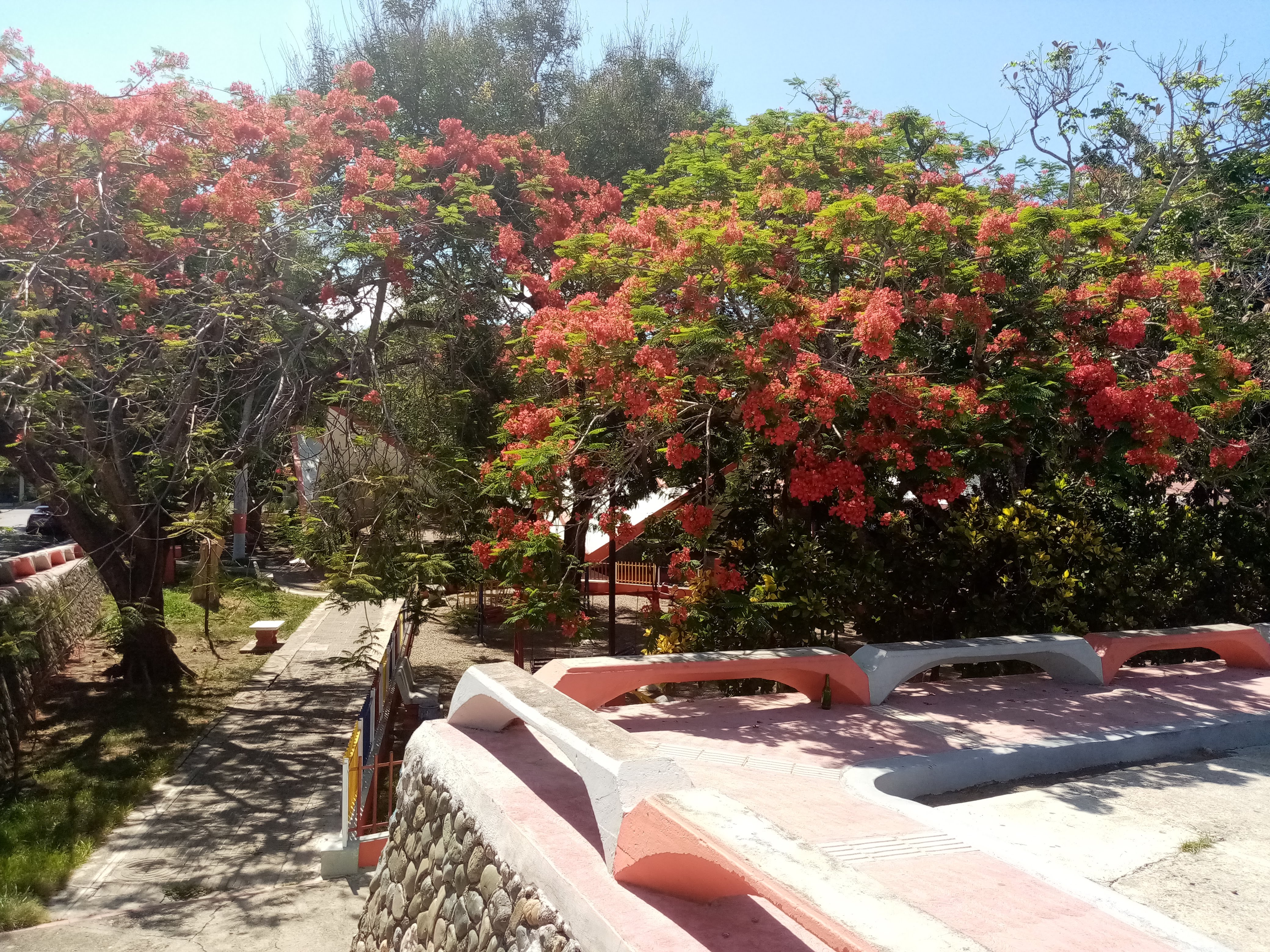
洛斯伊达尔戈斯市政公园

19°43′48″N 71°1′48″W / 19.73000°N 71.03000°W
洛斯伊達爾戈斯（西班牙語：Los Hidalgos），是多明尼加共和國的城鎮，位於該國北部，由銀港省負責管轄，面積101.1平方公里，2012年人口14,589，人口密度每平方公里140人。